# Lijst van voetbalinterlands Burkina Faso - Ivoorkust
Deze lijst van voetbalinterlands is een overzicht van alle officiële voetbalwedstrijden tussen de nationale teams van Burkina Faso (dat tot 1984 Opper-Volta heette) en Ivoorkust. De Afrikaanse landen hebben tot op heden 25 keer tegen elkaar gespeeld. De eerste ontmoeting was een kwalificatiewedstrijd voor het Wereldkampioenschap voetbal 1978 op 4 september 1976 in Ouagadougou. Het laatste duel, een kwalificatiewedstrijd voor het African Championship of Nations 2024, werd gespeeld in Bamako (Mali) op 28 december 2024.

## Wedstrijden
| №  | Plaats       | Datum             | Competitie                                        | Wedstrijd                | Uitslag |
| -- | ------------ | ----------------- | ------------------------------------------------- | ------------------------ | ------- |
| 1  | Ouagadougou  | 4 september 1976  | WK 1978 kwalificatie                              | Opper-Volta − Ivoorkust  | 1 − 1   |
| 2  | Abidjan      | 26 september 1976 | WK 1978 kwalificatie                              | Ivoorkust − Opper-Volta  | 2 − 0   |
| 3  | Ouagadougou  | 18 september 1977 | Afrika Cup 1978 kwalificatie                      | Opper-Volta − Ivoorkust  | 0 − 1   |
| 4  | Abidjan      | 2 oktober 1977    | Afrika Cup 1978 kwalificatie                      | Ivoorkust − Opper-Volta  | 4 − 1   |
| 5  | Cotonou      | 22 februari 1982  | Vriendschappelijk                                 | Opper-Volta − Ivoorkust  | 1 − 1   |
| 6  | Ouagadougou  | 20 november 1984  | Vriendschappelijk                                 | Burkina Faso − Ivoorkust | 2 − 2   |
| 7  | Ouagadougou  | 28 november 1994  | Vriendschappelijk                                 | Burkina Faso − Ivoorkust | 0 − 2   |
| 8  | Ouagadougou  | 30 januari 1994   | Vriendschappelijk                                 | Burkina Faso − Ivoorkust | 0 − 1   |
| 9  | Abidjan      | 22 januari 1995   | Afrika Cup 1996 kwalificatie                      | Ivoorkust − Burkina Faso | 2 − 2   |
| 10 | Ouagadougou  | 30 juli 1995      | Afrika Cup 1996 kwalificatie                      | Burkina Faso − Ivoorkust | 1 − 1   |
| 11 | Abidjan      | 9 juni 1996       | Vriendschappelijk                                 | Ivoorkust − Burkina Faso | 1 − 1   |
| 12 | Bouaké       | 2 november 1997   | Vriendschappelijk                                 | Ivoorkust − Burkina Faso | 0 − 0   |
| 13 | Ouagadougou  | 27 december 1997  | Vriendschappelijk                                 | Burkina Faso − Ivoorkust | 2 − 0   |
| 14 | Ouagadougou  | 30 augustus 1998  | Vriendschappelijk                                 | Burkina Faso − Ivoorkust | 1 − 1   |
| 15 | Abidjan      | 29 december 1999  | Vriendschappelijk                                 | Ivoorkust − Burkina Faso | 3 − 1   |
| 16 | Ouagadougou  | 20 juni 2009      | WK 2010 kwalificatie                              | Burkina Faso − Ivoorkust | 2 − 3   |
| 17 | Abidjan      | 5 september 2009  | WK 2010 kwalificatie                              | Ivoorkust − Burkina Faso | 5 − 0   |
| 18 | Cabinda      | 11 januari 2010   | Afrika Cup 2010                                   | Ivoorkust − Burkina Faso | 0 − 0   |
| 19 | Malabo       | 26 januari 2012   | Afrika Cup 2012                                   | Ivoorkust − Burkina Faso | 2 − 0   |
| 20 | Abidjan      | 5 juni 2021       | Vriendschappelijk                                 | Ivoorkust − Burkina Faso | 2 − 1   |
| 21 | Yamoussoukro | 27 augustus 2022  | African Championship of Nations 2022 kwalificatie | Ivoorkust − Burkina Faso | 0 − 0   |
| 22 | Agadir       | 4 september 2022  | African Championship of Nations 2022 kwalificatie | Burkina Faso − Ivoorkust | 0 − 0   |
| 23 | Marrakesh    | 19 november 2022  | Vriendschappelijk                                 | Burkina Faso − Ivoorkust | 2 − 1   |
| 24 | Abidjan      | 22 december 2024  | African Championship of Nations 2024 kwalificatie | Ivoorkust − Burkina Faso | 2 − 0   |
| 25 | Bamako       | 28 december 2024  | African Championship of Nations 2024 kwalificatie | Burkina Faso − Ivoorkust | 2 − 0   |

## Samenvatting
| Competitie                                   | Totaal gespeeld | Winst Burkina Faso | Gelijk | Winst Ivoorkust | Doelsaldo Burkina Faso – Ivoorkust |
| -------------------------------------------- | --------------- | ------------------ | ------ | --------------- | ---------------------------------- |
| WK-kwalificatie                              | 4               | 0                  | 1      | 3               | 3 − 11                             |
| Afrika Cup                                   | 2               | 0                  | 1      | 1               | 0 − 2                              |
| Afrika Cup-kwalificatie                      | 4               | 0                  | 2      | 2               | 4 − 8                              |
| African Championship of Nations-kwalificatie | 4               | 1                  | 2      | 1               | 2 − 2                              |
| Vriendschappelijk                            | 11              | 2                  | 5      | 4               | 11 − 14                            |
| Totaal                                       | 25              | 3                  | 11     | 11              | 20 − 37                            |

Wedstrijden bepaald door strafschoppen worden, in lijn met de FIFA, als een gelijkspel gerekend.